# Nastro d'argento al miglior regista
Il Nastro d'argento al miglior regista è un riconoscimento cinematografico italiano assegnato annualmente dal Sindacato nazionale giornalisti cinematografici italiani a partire dal 2017.
È, insieme al Nastro d'argento al miglior film, frutto della scissione dell'antica categoria del Nastro d'argento al regista del miglior film.

## Vincitori e candidati
I vincitori sono indicati in grassetto, a seguire gli altri candidati.

### Anni 2017-2019
- 2017: Gianni Amelio - La tenerezza[1]
  - Marco Bellocchio - Fai bei sogni
  - Edoardo De Angelis - Indivisibili
  - Ferzan Özpetek - Rosso Istanbul
  - Fabio Grassadonia e Antonio Piazza - Sicilian Ghost Story
- 2018: Matteo Garrone - Dogman[2]
  - Paolo Franchi - Dove non ho mai abitato
  - Luca Guadagnino - Chiamami col tuo nome
  - Gabriele Muccino - A casa tutti bene
  - Susanna Nicchiarelli - Nico, 1988
  - Ferzan Özpetek - Napoli velata
  - Paolo Sorrentino - Loro
- 2019: Marco Bellocchio - Il traditore[3]
  - Edoardo De Angelis - Il vizio della speranza
  - Claudio Giovannesi - La paranza dei bambini
  - Valeria Golino - Euforia
  - Luca Guadagnino - Suspiria
  - Mario Martone - Capri-Revolution
  - Matteo Rovere - Il primo re

### Anni 2020-2029
- 2020: Matteo Garrone - Pinocchio[4]
  - Gianni Amelio - Hammamet
  - Pupi Avati - Il signor Diavolo
  - Cristina Comencini - Tornare
  - Damiano e Fabio D'Innocenzo - Favolacce
  - Pietro Marcello - Martin Eden
  - Mario Martone - Il sindaco del rione Sanità
  - Gabriele Muccino - Gli anni più belli
  - Ferzan Özpetek - La dea fortuna
  - Gabriele Salvatores - Tutto il mio folle amore

- 2021[5][6]: Emma Dante - Le sorelle Macaluso
  - Pupi Avati - Lei mi parla ancora
  - Francesco Bruni - Cosa sarà
  - Antonio Capuano - Il buco in testa
  - Edoardo Ponti - La vita davanti a sé

- 2022: Mario Martone – Nostalgia e Qui rido io
  - Leonardo Di Costanzo – Ariaferma
  - Michelangelo Frammartino – Il Buco
  - Gabriele Mainetti – Freaks Out
  - Sergio Rubini – I Fratelli De Filippo
  - Paolo Sorrentino – È stata la mano di Dio
  - Paolo Taviani – Leonora Addio

- 2023: Marco Bellocchio – Rapito
  - Andrea Di Stefano – L'ultima notte di Amore
  - Luca Guadagnino – Bones and All
  - Nanni Moretti – Il sol dell'avvenire
  - Kim Rossi Stuart – Brado

- 2024: Matteo Garrone – Io capitano
  - Pietro Castellitto – Enea
  - Luca Guadagnino – Challengers
  - Alice Rohrwacher – La chimera
  - Stefano Sollima – Adagio